# Вербка (Ярмолинецкий район)
Вербка (укр. Вербка) — село в Ярмолинецком районе Хмельницкой области Украины.
Население по переписи 2001 года составляло 552 человека. Почтовый индекс — 32141. Телефонный код — 3853. Занимает площадь 2,23 км². Код КОАТУУ — 6825882001.

## История
В 1945 г. Указом Президиума ВС УССР село Деревянная Вербка переименовано в Вербку.

## Местный совет
32141, Хмельницкая обл., Ярмолинецкий р-н, с. Вербка